# Вусала Гаджиєва
Вусала Амір кизи Гаджиєва (азерб. Vüsalə Hacıyeva; нар. 3 жовтня 1999) — азербайджанська футболістка, півзахисниця. Гравчиня збірної Азербайджану.

## Життєпис
Вихованка азербайджанського футболу. На батьківщині грала за декілька клубів, у тому числі «Товуз», «Тяхсіл», «Губек». У складі «Губека» (Белокані) стала срібним призером національного чемпіонату в сезоні 2018/19 років та визнана найкращим гравцем сезону.
Влітку 2018 року вперше перейшла в російський клуб «Торпедо» (Іжевськ). Дебютний матч у вищій лізі Росії зіграла 4 серпня 2018 року проти клубу «Рязань-ВДВ», замінивши на 46-ій хвилині Христину Фофанова, а всього в першому сезоні провела два матчі. Пропустивши першу половину сезону 2019 року, влітку повернулася в іжевський клуб. 16 серпня 2019 року відзначилася першим голом у чемпіонатах Росії, що дозволило торпедівцям відібрати очки у «Чертаново» (1:1).
Виступала за юнацьку і молодіжну збірну Азербайджану. У національній збірній дебютував в офіційних матчах в 2019 році, зігравши 3 матчі у відбірному турнірі чемпіонату Європи-2021.